# 新三座大山
新三座大山在中华人民共和国分别指的是醫療、教育、住屋方面的民生問題和困難。隨著現代化和改革開放，医疗及教育实现产业化，而住屋则实现私有化，导致相關開支大幅增加，出現民眾「看病难、住房难、上学难」之問題。 

## 醫療
自改革開放，中國大陸醫療體系發生不少變化。1979年，时任卫生部部长钱信忠提出“运用经济手段管理卫生事业”。 1984年8月，中國國務院批轉衛生部起草的《关于卫生工作改革若干政策问题的报告》，其中提出：“必须进行改革，放宽政策，简政放权，多方集资，放开搞活，开阔发展卫生事业的路子。”，正式推行醫療體制改革，基本做法则是“只给政策不给钱” ，導致政府的醫療資源投入不足。2000年2月，国务院發佈《关于城镇医疗卫生体制改革的指导意见》，提到“鼓励各类医疗机构合作、合并，共建医疗服务集团。盈利性医疗机构医疗服务价格放开，依法自主经营，照章纳税”等内容，被指批准完全“市场化” 。
此令政府醫療支出從1980年占總醫療支出的36.2%，大幅降低至2004年的17.1%；而個人醫療支出從1980年占總醫療支出的21.2%，大幅增加至2004年的53.6%。从1980年到2003年间，居民平均门诊费用和住院费用分别增加了66倍和171倍。而因定價過高、巧立名目亂收費等原因導致部分醫療服務費用偏高。 這反映民眾「看病貴」之問題。
而中國醫療分配資源不均，令民眾「看病難」。中国社会科学院经济研究所的调查报告显示，城乡居民公共卫生资源分布差异大。农村人口占全国人口的近70%，而公共卫生资源不足全国总量的30%。2000年，世界卫生组织对成员国卫生筹资与分配公平性的评估排序中，中国列188位，在191个成员国中倒数第4。加上，部分民营医院发布虚假广告等违法行为，以吸引患者前来就医，或医疗收费缺乏透明度。

### 應對措施
2017年4月19日，中國国家卫生计生委、财政部等部門發布《關於全面推開公立醫院綜合改革工作的通知》，冀2017年全国公立医院医疗费用平均增长幅度控制在10%以下；到2017年底，全面实行以按病种付费为主，按人头付费、按床日付费等复合型付费方式，医疗服务收入（不含药品、耗材、检查、化验收入）占业务收入的比重提升，自付医疗费用占总医疗费用的比例則下降。 同年，城乡居民基本医保人均财政补助标准提高到450元，医保目录新增375个药品，保障范围扩大，报销比例不断提升。
2018年，國務院宣佈中央投资474.8亿元，支持11万个县级医院和基层医疗卫生机构基础设施建设，以完善基层医疗卫生服务体系。
2020年，中共中央總書記習近平親自部署、親自指揮清零政策，實行長達三年的嚴格封控應對新冠疫情。

## 教育
中國大陸教育资源配置不均。1998年，北京市人均教育经费有1,210元，屬全國最高，而最低的贵州省則只有99元，兩地相差12倍。而部分農民工子女跟隨父母至城市，但他們得到良好教育的機會有限。由於戶籍制度將他們獲得公共社會服務的權利與他們的出生地綁定，難以就讀城市公立學校。農民工子弟只能選擇教育質量較差、收費更高的私立學校，或返回資源相對較少的家鄉就讀。此外，部分家長為讓子女入讀「重點學校」，而選擇購置「學區房」， 从而引发了“择校热”。
部分學校出現「乱收费、高收费」现象。部分地方和中小学校以各种名义，违反规定，包括预收学费、以家委会名义违规收费等，加重学生的负担。

### 應對措施
2021年，中共中央总书记习近平推出“双减政策”减轻义务教育阶段学生作业负担、校外培训负担。随后多地推出措施打擊「學區房」，加快学区改革，施行多校划片、分配名额、教师轮岗等措施，促进基础教育公平。2021年，北京、成都、石家庄、南京等城市展开行动治理房地产领域虚假违法广告，以淡化「學區房」的概念。

### 政策失敗
習近平推行的「雙減政策」嚴重打擊中國私人教育行業，影響中國經濟發展，中國政府在2024年逐步放寬對私人輔導機構的監管，以此增加就業機會減低失業率。

## 住屋
隨著改革開放和城镇化，中國國務院於1998年宣佈开始稳步推进住房商品化、社会化，逐步停止住房实物分配，逐步实行住房分配货币化，新建经济适用住房原则上只售不租。然而，這衍生出「住房難」問題。

### 應對措施
2017年，中共中央總書記習近平提出「房子是用來住的，不是用來炒的」。當局也指毫不動搖堅持 “房住不炒” 的定位，更大力度精准支持剛性和改善性住房需求，提升市場信心，努力保持供需基本平衡，價格基本穩定，嚴控投機炒房。政策对于中国大陆经济带来巨大冲击，部分房地产企业出现财务困难，中国房地产市场热度开始降温，地方政府土地财政面临压力。国家统计局数据显示，2023年上半年，房地产市场销售、开工等数据均较2022年同比下滑，中国大陆居民对房地产需求已经有所扭转。因应中国房地产企业出现债务危机（如恆大債務危機），习近平当局被迫调整政策。

### 政策失敗
習近平親自主導的「房住不炒」政策導致中國房地產行業持續低迷，嚴重拖累中國經濟增長，他在2024年9月召開的中共中央政治局會議上宣布降低存款準備率，實施有力度的降息，促進中國房地產市場止跌回穩，推翻原來的政策。